# Boštjan Fridrih
Boštjan Fridrih, slovenski atlet, * 20. september 1979, Slovenska Bistrica.
Fridrih je za Slovenijo nastopil na Poletnih olimpijskih igrah 2000 v Sydneyju, kjer je nastopil v štafeti 4 x 100 m.